# Giuseppe Righetti
Giuseppe Righetti (Pesaro, 12 marzo 1926 – Pesaro, 13 marzo 2015) è stato un politico italiano.

## Biografia
A 18 anni, nel 1944, si iscrisse al Partito d'Azione; partecipò poi attivamente alla campagna elettorale per le elezioni politiche e per il referendum istituzionale del 2 giugno 1946, sostenendo la scelta repubblicana.
Al momento dello scioglimento del Partito d'Azione nel 1947 entrò nel Partito Socialista Italiano, del quale è stato ripetutamente vice-segretario e segretario della Federazione provinciale di Pesaro e Urbino, collaborando attivamente con i massimi dirigenti socialisti nazionali (Nenni, Pertini, Morandi, Basso, Lombardi, Mariotti, De Martino, Brodolini, Corona, Pieraccini, ecc.).
Dal 1951 al 1956 è stato vice-presidente della Fondazione "Gioacchino Rossini" di Pesaro.
Dal 1956 al 1975 è stato vice-sindaco del Comune di Pesaro con i sindaci Fastigi, De Sabbata e Stefanini, svolgendo anche le mansioni di assessore all’edilizia privata.

### L'impegno al Senato della Repubblica
Dal luglio 1969 al 1972 è stato anche senatore, sempre per il PSI, subentrato in sostituzione di Giacomo Brodolini, deceduto l'11 luglio 1969, svolgendo il ruolo di segretario della I Commissione Affari interni e Costituzionali, e componente della Commissione Sanità. Durante l’attività parlamentare ha avuto un assiduo rapporto di collaborazione con Pietro Nenni, proseguito anche successivamente.

### Consigliere e Assessore della Regione Marche
Dal 1975 al 1985 fu eletto consigliere regionale delle Marche per il Partito Socialista Italiano, svolgendo anche l'incarico di Presidente della IV Commissione permanente e di capo gruppo del PSI.
Dall’8 settembre 1978 al 18 novembre 1980 è stato anche assessore regionale al Bilancio, finanze, formazione professionale, personale, lavoro ed enti locali.

### Altri incarichi
Dal 1986 al 1987 ha fatto parte del consiglio di amministrazione della società SIAI Marchetti del gruppo Agusta (EFIM).
È  stato anche componente del Comitato Regionale di Controllo sugli atti degli enti locali della provincia di Pesaro e Urbino.
Per dieci anni è stato coordinatore regionale nelle Marche dell’Associazione degli ex Parlamentari della Repubblica.

### La memoria storica del PSI marchigiano
Grazie a un ampio archivio privato, Righetti è stato un custode ed un divulgatore della memoria storica del PSI marchigiano e nazionale, con articoli e interventi che riportavano alla luce il ricordo di vicende politiche e amministrative che spesso lo avevano visto protagonista.
È scomparso il 13 marzo 2015, il giorno dopo aver compiuto 89 anni.